# Чайки (озеро)
Чайки или Утуга — озеро в Бояриновской волости Себежского района Псковской области, к востоку от озера Братилово, с которым соединено протокой.
Площадь — 1,2 км² (121,0 га), максимальная глубина — 4,0 м, средняя глубина — 2,5 м.
На северо-восточном побережье озера расположена деревня Чайки, в 0,5 км к югу — деревня Утуга.
Проточное. Относится к бассейну реки Утуга, впадающая в озеро Нища — истока реки Нища, которая впадает в свою очередь в реку Дрисса бассейна Западной Двины.
Тип озера лещово-плотвичный. Массовые виды рыб: щука, лещ, плотва, окунь, густера, ерш, красноперка, карась, линь, вьюн, язь, налим, щиповка; широкопалый рак (низкопродуктивное).
Для озера характерны: в литорали — песок, заиленный песок, камни, ил, в центре — ил, камни; есть сплавины; в прибрежье — луга, лес, поля, огороды, болото.